# Équipe d'Italie masculine de water-polo
L'équipe d'Italie de water-polo masculin est la sélection nationale représentant l'Italie dans les compétitions internationales de water-polo masculin. 

## Palmarès
- Jeux olympiques
  - Champion : 1948, 1960 et 1992.
  - Vice-champion : 1976 et 2012
  - Troisième : 1952, 1996 et 2016

- Championnats du monde de water-polo
  - Champion : 1978, 1994, 2011 et 2019
  - Vice-champion : 1986 et 2003
  - Troisième : 1975

- Championnat d'Europe de water-polo masculin
  - Champion : 1947, 1993 et 1995.
  - Vice-champion : 2001 et 2010.
  - Troisième : 1954, 1977, 1987, 1989 et 1999.

- Coupe du monde de water-polo
  - Vainqueur : 1993
  - Finaliste : 1989, 1995 et 1999
  - Troisième : 1983

- Ligue mondiale de water-polo
  - Deuxième : 2003 et 2011

## Performances dans les compétitions internationales

### Jeux olympiques
- 1980 : 8e place
- 1984 : 7e place
- 1988 : 7e place
- 1992 :  médaille d'or
- 1996 :  médaille de bronze
- 2000 : 5e place
- 2004 : 8e place
- 2008 : 9e place
- 2012 :  médaille d'argent
- 2016 :  médaille de bronze
- 2020 : 7e place
- 2024 : 7e place

## Sélection
Pour les Jeux olympiques de Londres, l'équipe entraînée par Alessandro Campagna est composée des joueurs suivants :
- Matteo Aicardi ou Arnaldo Deserti
- Maurizio Felugo
- Pietro Figlioli
- Deni Fiorentini
- Valentino Gallo
- Massimo Giacoppo
- Alex Giorgetti
- Niccolò Gitto
- Giacomo Pastorino
- Amaurys Pérez
- Danijel Premuš
- Christian Presciutti
- Stefano Tempesti.

Pour les Jeux olympiques de Rio de Janeiro, l'équipe qualifiée lors du tournoi olympique de Trieste, toujours entraînée par Campagna, est composée des joueurs suivants :
1. Stefano Tempesti
2. Francesco Di Fulvio
3. Niccolò Gitto
4. Pietro Figlioli
5. Alex Giorgetti
6. Michaël Bodegas
7. Alessandro Velotto
8. Alessandro Nora
9. Christian Presciutti
10. Stefano Luongo
11. Matteo Aicardi
12. Fabio Baraldi
13. Marco Del Lungo